# Ynglingatal
Ynglingatal ist ein im altskandinavischen Versmaß Kviðuháttr notierter Stammbaum der Herrscher eines Königsgeschlechts, das als Ynglinger bezeichnet wird. Diese Legende war Vorbild für den Abschnitt Ynglingasaga in Snorri Sturlusons Werk Heimskringla.

## Ursprung
Die ursprüngliche Version wird von Þjóðólfr ór Hvini  stammen, der seine Schrift auf früheren Überlieferungen aufbaute. Þjóðólfr widmete sein Werk dem sonst historisch nicht belegtem Kleinkönig Ragnvald, einem vermutlichen Cousin von Harald I. Die norwegischen Könige wollten ihre Herkunft über die schwedischen Könige der Ynglinger in Alt-Uppsala bis auf die alten Götter herleiten. Þjóðólfrs Dichtung ist also ein Propagandawerk für seinen Herrscher, was dessen Glaubwürdigkeit senkt. Vor allem die Verknüpfung mit den Göttern hat heute keinerlei wissenschaftlichen Nutzen. Es ist auch zu bedenken, dass viele der beschriebenen Ereignisse schon mehrere Jahrhunderte zurücklagen und mündlich überliefert wurden.

### Datierung
Über den Inhalt der Ynglingatal wurde ausgiebig debattiert. Schon lange bestand eine gesunde Skepsis gegenüber den Personen, welche in der Dichtung beschrieben werden. Andererseits galt die Datierung der Niederschrift um das Jahr 900 lange als feststehend.
Der norwegische Forscher C. Krag war in den 1990er Jahren der Auffassung, dass die Ynglingatal bedeutend später entstanden sein muss, als man früher annahm. Er stützte seine Ansicht auf eine Reihe Anachronismen, die er auszumachen glaubte, so zum Beispiel, dass dem Verfasser bereits die griechische Vier-Elemente-Lehre bekannt gewesen sei, deren Kenntnis aber erst für das 12. Jahrhundert wahrscheinlich gemacht werden könne. Auch der Euhemerismus, nach welchem die Götter ursprünglich Könige gewesen seien, sei nicht für das 9. Jahrhundert anzunehmen. Krags Sichtweise fand in der Zeit als die Schwedische Nationalenzyklopädie geschrieben wurde breitere Zustimmung und so wurde diese Datierung in den entsprechenden Artikel übernommen.
Gegen diese späte Datierung spricht jedoch eine Anzahl von Fakten. Wenn die Dichtung ein Propagandawerk aus späterer Zeit wäre, dann würde die Liste mit einem bedeutenderen König als Ragnvald enden. Im Text tauchen Orte auf, bei denen anhand archäologischen Materials festgestellt wurde, dass sie große Bedeutung in der Vorwikingerzeit hatten, aber nicht darüber hinaus. In einer späten Dichtung wären diese folglich nicht genannt worden. C. D. Sapp nennt linguistische Belege für eine Datierung ins 10. oder eventuell auch 11. Jahrhundert.
O. Sundquist legt dar, dass Krag deutliche Zeichen der Ynglingatal wie Platznamen, Personennamen und Kennings nicht beachtet, welche sie mit der schwedischen Dichttraditionen verbindet. Kulturelle Phänomene, wie der König als Bewahrer heiliger Plätze oder das Gedenken an eine Elite berittener Krieger können bis in die Vendelzeit zurückverfolgt werden. Sundquists Schlussfolgerung ist, dass Tjordolf sein Werk im 10. Jahrhundert nach einer vorhandenen schwedischen Tradition komponierte.
Wenn das richtig ist, dann ist der Gedankengang Krags umgekehrt zu vollziehen: Seine „Anachronismen“ würden dann belegen, dass den Gelehrten die auf dem Kontinent vorhandene Kenntnisse bereits viel früher zugänglich waren, als bislang angenommen.

## Verwandte Dichtung
Die Ynglingatal kennt man am besten aus dem etwa 300 Jahre später entstandenen ersten Teil der Heimskringla von Snorri Sturlusons, welche jedoch in Prosa verfasst ist. Letztere baut wahrscheinlich auf einer mündlichen Weitererzählung der ursprünglichen Dichtung auf. Snorris Werk kann unvollständig sein. So berichtet er, dass die Liste 31 Regenten enthält und zählt selber nur 27 von diesen auf.
Die im 12. Jahrhundert von einem norwegischen Mönch angefertigte Historia Norwegiæ enthält überwiegend dieselben Fakten.

## Historischer Quellenwert
Im Zusammenhang mit anderen Quellen hat die Ynglingatal teilweise einen historischen Nutzen. Ab den Königen des 6. Jahrhunderts häufen sich die Übereinstimmungen mit anderen Texten. Beispielsweise findet man einige Personen im englischen Beowulf und in französischen Chroniken wieder. Hier fällt auf, dass es manchmal Unstimmigkeiten in der Reihenfolge der Herrscher zwischen den einzelnen Texten gibt. Selbst bei den letzten Abschnitten des Stammbaums gibt es andere Angaben in isländischen Quellen.